# Manu Dibango
Emmanuel N'Djoké Dibango (Duala, 12 de diciembre de 1933-París, 24 de marzo de 2020) más conocido como Manu Dibango, fue un saxofonista, pianista, vibrafonista, director de orquesta, autor, compositor y cantante camerunés.

## Biografía
Nacido en Duala, Camerún, su padre era funcionario, organista en un templo protestante y su madre costurera responsable del coro. En 1949 a los 15 años su padre le envía a Francia para estudiar desembarcando en Marsella y reúne con su familia de acogida en Saint-Calais.
Su estilo es, esencialmente, una fusión de jazz, soul y ritmos africanos, y de salsa, aunque en mucho menor medida. También incorporó a su repertorio algunas canciones tradicionales francesas y otras pertenecientes a la chanson francesa contemporánea, como la «Chanson pour l'Auvergnat», de Georges Brassens, o «La javanaise», de Serge Gainsbourg.
Formó parte como pianista del grupo de músicos que acompañaba a Nino Ferrer, hasta que en 1972 inicia su carrera en solitario, publica su primer álbum O Boso y consigue el éxito internacional con «Soul Makossa» que le permite triunfar en 1973 el Olympia de París y le abre las puertas de Estados Unidos.
En ese mismo año realizó una gira por Estados Unidos y actuó en el prestigioso Teatro Apollo de Harlem y con Fania All-Stars, actuó en Nueva York. Con Fania actuó en el Madison Square Garden, en el Yankee Stadium, hizo un tour por América Latina y finalmente recaló en Costa de Marfil, Abijan durante cuatro años dirigiendo la Orquesta de Radio-televisión de Costa de Marfil.
Generalmente actuaba en Francia, país en el que residía, pero también realizaba giras en África y en países occidentales, principalmente europeos, como España.
Colaboró con muchos otros grupos musicales y solistas, como Fania All-Stars, Fela Kuti, Peter Gabriel, Herbie Hancock, Salif Keïta, King Sunny Adé, Eliades Ochoa, Sinéad O'Connor y Sly and Robbie.
Manu Dibango era también uno de los autores de la música de la película de dibujos animados Kirikou et les bêtes sauvages [Kirikú y las bestias salvajes].
En 2014 publicó su último álbum: Balada en Saxo y en 2019 hizo una gira para celebrar sesenta años de carrera.
Falleció el 24 de marzo de 2020 a la edad de 86 años a causa de complicaciones por infección de coronavirus COVID-19.

## Polémica con Michael Jackson y Rihanna
Michael Jackson admitió que utilizó un fragmento del tema de Dibango en su sencillo «Wanna Be Startin' Somethin'», que incluyó en su álbum Thriller, que llegó a convertirse en el disco más vendido de todos los tiempos. El asunto se zanjó hace años de manera amistosa tras un acuerdo económico. Pero más tarde, en 2009, Dibango denunció de nuevo a Michael Jackson y a Rihanna ya que alegaba que el «rey del pop» dio su consentimiento a Rihanna para que empleara en 2007 el mismo fragmento en su sencillo «Don't Stop the Music» —canción escrita por Michael Jackson—, sin el permiso del autor original: Dibango.
A fecha de 2008, tanto Rihanna como Michael Jackson hicieron caso omiso a las denuncias de Dibango. De hecho, el «rey del pop» instó al cantante Akon a que versionara su tema «Wanna Be Startin' Somethin'» para la versión 25 aniversario del álbum Thriller, y así se hizo.
Pero Dibango señaló de nuevo a Michael Jackson como el principal infractor, ya que el beat había sido utilizado de nuevo en un álbum de Michael y no de Akon, aunque fuera este quien lo cantara.
Tras la muerte de Michael Jackson en junio de 2009, la demanda seguía abierta. Poco después, Rihanna optó por comprar los derechos totales del beat por una cantidad económica desconocida, y desautorizó a Dibango a seguir comercializándolo.
En mayo de 2010, Rihanna hizo público mediante su página web oficial, que solo permitía la utilización de la base en la música de Michael Jackson y en la suya propia.

## Discografía
- Soul Makossa (1972)
- Manu 76 (1976)
- Super Kumba (1976)
- Afrovision (1978)
- A l'Olympia (1978)
- Gone Clear (1980)
- Afrijazzy (1986)
- Négropolitaines (1980)
- Ambassador (1981)
- Happy Feeling (1998)
- Rasta Souvenir (1989)
- Makossa Man (1991)
- Live '91 (1992)
- Live 96 Petit Journal Montparnasse (El disco incluye versiones de Morning glory de Duke Ellington y de la conocida canción alemana Sag Warum (dime por qué) de Camillio)
- Polysonik (1992)
- Wakafrika (con Youssou N'Dour, Alex Brown, Peter Gabriel, Ladysmith Black Mambazo, Geoffrey Oryema, Salif Keïta, Ray Lema, Rai Phiri, King Sunny Adé, Angélique Kidjo, Papa Wemba, Kaïssa Doumbé, Bonga, Touré Kunda y Sinéad O'Connor) (1994)
- Lamastabastani (1996)
- Manu Safari (1998)
- CubAfrica (con Eliades Ochoa y el Cuarteto Patria) (1998)
- Manu Dibango Anthology (3 CD, incluye algunas de sus canciones más conocidas, como Soul Makossa, Pepe Soup, Reggae Makossa, Ambiance Tropica y Yekey Tenge, entre otras) (2000)
- Manu Dibango joue Sidney Bechet (2007)
- Ballad Emotion (2011)
- Past Present Future (2011)

## Vídeo
- En live Manu Dibango et le Soul Makossa Gang (DVD, 2005)